# Virginia Eubanks
Virginia Eubanks es una politóloga, profesora y autora estadounidense de estudios sobre tecnología y justicia social. Es profesora asociada en el Departamento de Ciencias Políticas de la Universidad de Albany, SUNY. Anteriormente, Eubanks fue becaria en New America como  investigadora en privacidad digital, desigualdad económica y discriminación basada en los datos.
Eubanks ha escrito y coeditado varios libros ganadores de premios, el más conocido de ellos es Automating Inequality: How High-Tech Tools Profile, Police y Punish the Poor. En esta obra desvela los prejuicios generados por los algoritmos informáticos que reemplazan las decisiones humanas y cómo estos afectan negativamente a los económicamente más desfavorecidos.

## Trayectoria
Eubanks se graduó con una licenciatura en cultura literaria en 1994 en la Universidad de California en Santa Cruz. Hizo sus estudios de posgrado en el Instituto Politécnico Rensselaer, donde obtuvo un Master en Ciencias en Comunicación y Retórica en 1999 y un Ph.D. en Estudios de Ciencia y Tecnología en 2004.
Eubanks se incorporó a la facultad de la Universidad de Albany, SUNY después de completar su doctorado, en 2004. En sus investigaciones analiza la intersección entre la tecnología comunitaria, la pobreza, la ciudadanía de las mujeres y la justicia social.
Fue miembro fundador del proyecto Our Data Bodies y miembro de New America en 2016-17. Eubanks también fue cofundadora de los talleres de Tecnología Popular, que sirvieron para que la gente común se reuniera para definir y combatir las injusticias sociales, económicas y políticas de la era de la información. En 2005, fue miembro fundador de Our Knowledge, Our Power (OKOP), un grupo de derechos sociales y justicia económica. OKOP fue una organización miembro de la Campaña de Derechos Humanos Económicos de los Pobres (PPEHRC) hasta su disolución en 2015.
Eubanks ha escrito dos libros: Digital Dead End: Fighting for Social Justice in the Information Age (2011) y Automating Inequality: How High-Tech Tools Profile, Police, and Punish the Poor (2018). Además, es coeditora de  Ain't Gonna Let Nobody Turn Me Around: Forty Years of Movement Building con Barbara Smith junto a Alethia Jones.
Apareció en el documental Coded Bias (2020) dirigido por Shalini Kantayya.

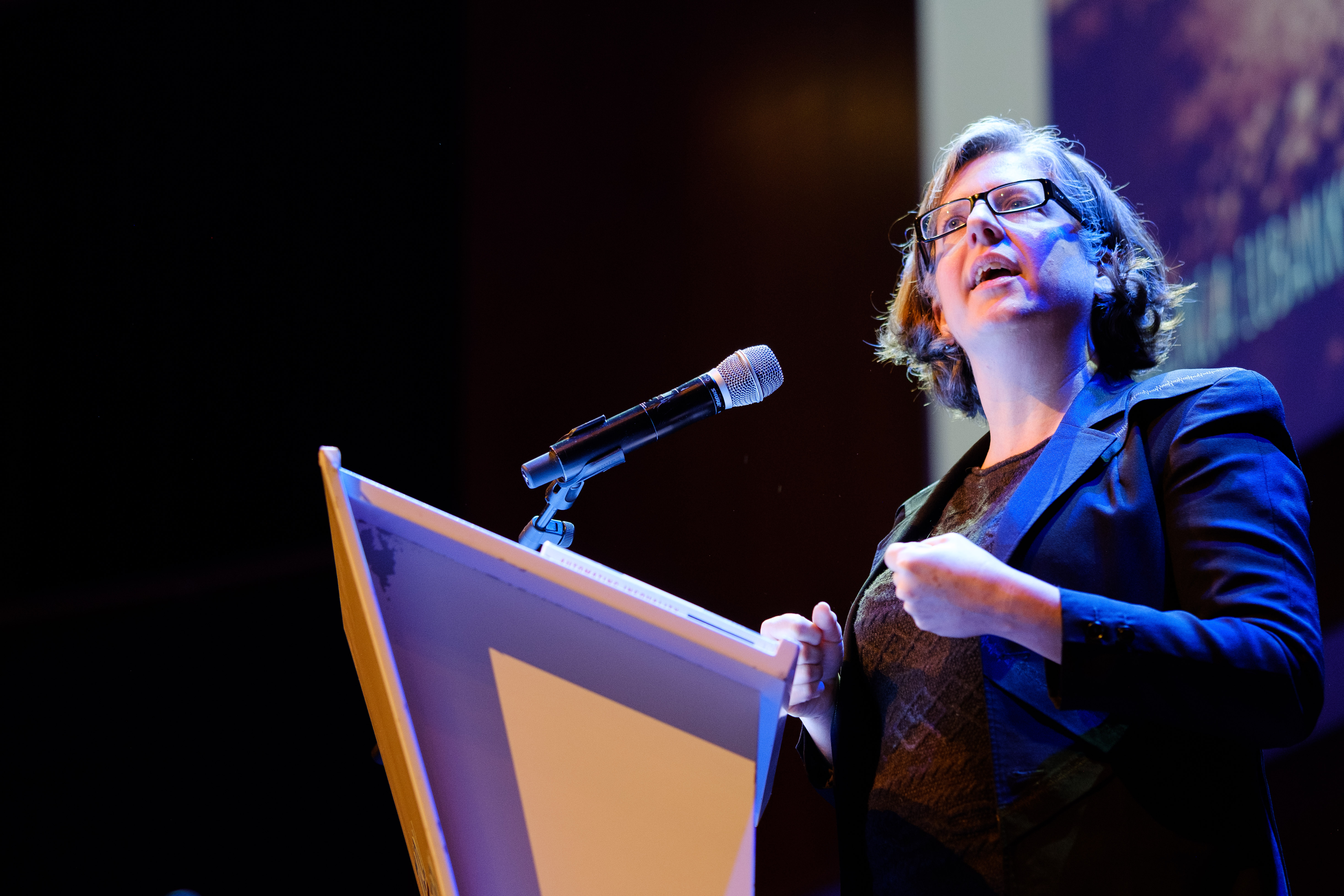

### Desigualdad automatizada
En 2018, Eubanks publicó el libro Automating Inequality: How High-Tech Tools Profile, Police, and Punish the Poor . El New York Times lo calificó de "fascinante", lo que es "un logro para un libro sobre tecnología y política".
En su trabajo, investigó las repercusiones de la minería de datos, los algoritmos políticos y los modelos predictivos de riesgo y sus efectos en la clase pobre y trabajadora, especialmente cuando los sistemas automatizados reemplazan a los humanos y deciden quién es digno de recibir ayuda. Eubanks descubrió que los sistemas públicos y privados habilitados por IA vinculados a la salud, los beneficios y las políticas estaban tomando decisiones perjudiciales basadas en datos defectuosos y prejuicios de clase, raza y género. Acuñó el término "hogar digital para pobres": sistemas tecnológicos que incorporan supuestos históricos o culturales sobre lo que significa ser pobre. Usó ejemplos de automatización de la elegibilidad para la asistencia social (implementada por el exgobernador de Indiana Mitch Daniels en 2006), prediciendo el abuso y negligencia infantil y calificando a las personas sin hogar para clasificarlas en viviendas limitadas. Para resolver los problemas de los sistemas automatizados, Eubanks abogó por la intervención estatal y la votación de los responsables políticos que valoraban la responsabilidad social.

## Reconocimientos
- Ganadora del premio Lillian Smith Book, 2019[14]
- Ganadora del McGannon Center Book Prize, 2018[15]
- Seleccionado para el premio Goddard Riverside Stephan Russo Book Prize for Social Justice 2018